# 大竹溪
大竹溪，舊稱大竹篙溪、大竹高溪或大足高溪，是臺灣東部之縣市管河川，幹流長度23.65公里，流域面積133.41平方公里，分布於臺東縣大武鄉、達仁鄉與太麻里鄉，得名自河口南側的排灣族大竹部落（意為「有竹林之地」，又稱  或 ，日治時期稱大竹高社）。主流發源於達仁鄉土坂村衣丁山東南側山頭之東側，先向南後轉東南東流，於新興附近轉向東北流，經土坂後匯集台坂溪，進入大武鄉境，最終於大溪南側注入太平洋。

## 水系主要河川
以下由下游至源頭列出水系主要河川，其中粗體字為主流河道。
- 大竹溪：臺東縣大武鄉、達仁鄉、太麻里鄉
  - 台坂溪：臺東縣達仁鄉
    - 拉里吧溪：臺東縣達仁鄉

  - 廔布魯溪：臺東縣達仁鄉
  - 佳佳站溪：臺東縣達仁鄉